# Jovan Kolundžija
Jovan Kolundžija (Beograd, 4. oktobar 1948) srpski je violinista. On je održao više od četiri hiljade koncerata širom sveta i koji je dobitnik brojnih domaćih i stranih nagrada.

## Biografija
Jovan Kolundžija svira violinu od šeste godine, a studije započinje u muzičkoj školi, potom u muzičkoj gimnaziji u Beogradu. Magistrirao je na Muzičkoj akademiji u klasi profesora Petra Toškova, a usavršavao se kod čuvenog violiniste Henrika Šeringa.
Proslavio je 40 godina uspešnih nastupa 2007. godine koncertom u Kolarčevoj zadužbini.
Osnovao je 2001. Centar lepih umetnosti Guarnerius. Centar je prerastao u njegovu umetničku zadužbinu, gde usmerava mlade talente. Ovaj centar je, odlukom vlade Republike Srbije, 2013. godine dobio status Ustanove kulture od nacionalnog značaja.
Jovan Kolundžija svira na violini „Pjetro Gvarneri“ iz Venecije iz 1754. godine. Povremeno nastupa zajedno sa svojom sestrom, pijanistkinjom Nadom Kolundžija.
Narodni poslanik od 2022. godine, izabran na listi SNS „ALEKSANDAR VUČIĆ – Zajedno možemo sve“.

## Diskografija
Ploče su u izdanju PGP-RTB ako nije drugačije naznačeno.
Nepotpun spisak, prema Diskogsu, albumi:
- Tartini, Suk (1981., sa Nadom Kolundžija)
- Frank, Brams (1983., sa Helmutom Dojčom)
- J. S. Bah (Jugoton, 1986)
- Violinski koncerti (sa simfonijskim orkestrom RTB, 1988)
- Jovan Kolundžija (Suzi, 1989)
- Jovan Kolundžija, Nada Kolundžija (Gvarnerijus, 2005)

Pored albuma klasične muzike, Jovan Kolundžija je sarađivao i na ranim pločama rok-grupa Rani мraz (1979) i Plavi orkestar (1986).

## Nagrade i priznanja
- Orden Karađorđeve zvede prvog stepena (28. jun 2025)[8]

## Spoljašnje veze
- Stranica Jovana Kolundžije na sajtu
- Stranica Jovana Kolundžije na sajtu